# Point d'équivalence

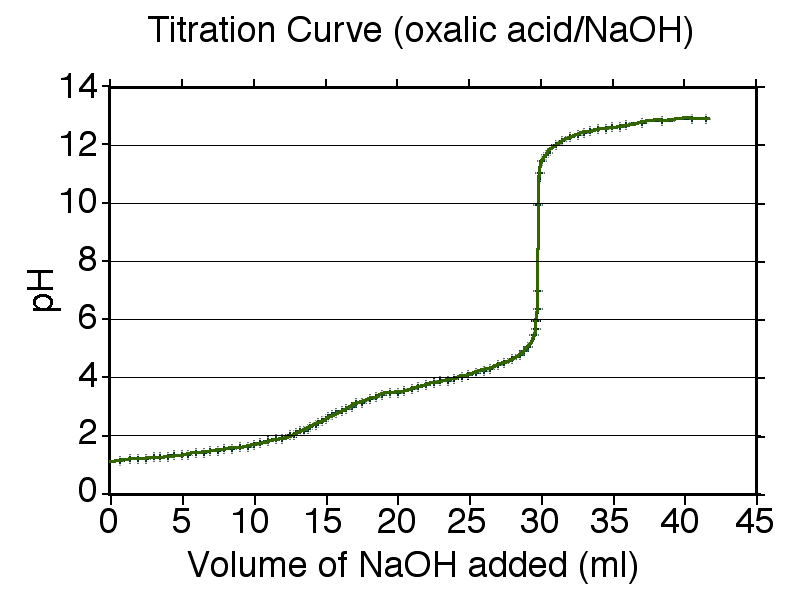
Titrage acido-basique de l'acide oxalique. Le point d'équivalence est situé à 30 ml de NaOH, là où le saut se produit.

Le point d’équivalence d'un titrage, ou plus largement d'une réaction chimique, est le point où l'espèce chimique à titrer et l'espèce titrante ont été mélangées dans des proportions stœchiométriques. À l'équivalence du titrage, ces deux espèces sont complètement consommées et donc leur quantité de matière est nulle.

## Détection

### Méthodes visuelles ou chimiques
La détection du point d'équivalence se fait en suivant un changement de couleur ou une formation d'un précipité :
- changement de couleur (titrage colorimétrique) :
  - sans ajout d'un indicateur coloré : dans quelques réactions chimiques, la solution change de couleur au point d'équivalence. C'est souvent le cas des titrages redox quand les états d'oxydation différents du produit et du réactif produisent des couleurs différentes. Par exemple, un titrage redox utilisant le permanganate de potassium (KMnO4) comme titrant n'exige pas d'indicateur. En solution acide, les solutions violettes de permanganate de potassium peuvent être réduites pour former une solution légèrement rosée contenant des ions manganèse à l'état d'oxydation +II Mn2+,
  - avec ajout d'un indicateur coloré ;
- précipitation : si la réaction forme un solide, un précipité se formera pendant le titrage. Un exemple classique est la réaction entre Ag+ et Cl− pour former le sel insoluble chlorure d'argent (AgCl).

### Méthodes graphiques ou physiques ou instrumentales
La détection du point d'équivalence se fait en suivant sur une courbe de titrage l'évolution, au cours du titrage, d'une grandeur physique en fonction de la quantité de titrant versée. Le point d'équivalence correspond au point d'inflexion de cette courbe. Plusieurs méthodes peuvent être utilisées :
|                         | Nom en français | Nom en anglais | Point d'équivalence |
| ----------------------- | --- | --- | --- |
| Titrage spectrométrique | Titrage spectrophotométrique, titrage spectrofluorométrique titrage par spectroscopie infrarouge, ou par spectroscopie Raman                | Spectrometric titration : spectrophotometric titration, spectrofluorometric titration, titration by infrared spectroscopy or by Raman spectroscopy | Changement de l'absorbance, de la fluorescence ou de la diffusion de radiation dans la région allant de l'ultraviolet à l'infrarouge |
| Titrage électrométrique | Titrage électrochimique (titrage potentiométrique (exemple : titrage pH-métrique), titrage ampérométrique (en)) ou titrage conductimétrique | Electrometric titration : electrochemical titration (potentiometric titration, amperometric titration) or conductimetric titration                 | Changement du potentiel électrique, de l'intensité électrique ou de la résistance électrique                                         |
| Titrage calorimétrique  | Titrage calorimétrique | Calorimetric titration | Changement de la chaleur |
| Titrage catalymétrique  | Titrage catalymétrique | Catalymetric titration | Changement de la vitesse de réaction                                                                                                 |
| Titrage radiométrique   | Titrage radiométrique | Radiometric titration | Utilisation d'un indicateur radioactif                                                                                               |
| Titrage thermométrique  | Titrage thermométrique | Thermometric titration ou enthalpimetric titration                                                                                                 | Changement de la température |
| Titrage magnétométrique | Titrage magnétométrique | Magnetometric titration | Changement de la susceptibilité magnétique                                                                                           |